# Mummolin
Święty Mummolin właściwie Mummolinus (data urodzenia nieznana, zm. w 686 r.) - od 660 r. biskup Noyon - Tournai we Francji.
Słynął z miłości do ludzi, zmarł z powodu zapalenia płuc, gdy oddał swój płaszcz żebrakowi.
Kanonizowany przez papieża Konstantyna w 711 r. Jego wspomnienie obchodzone jest 16 października.